# Amalie Konsa
Amalie Konsa, também conhecida como Brigitta (10 de março de 1873 – 19 de julho de 1949), foi uma atriz de teatro e cinema e cantora da Estônia. Ela era conhecida como a "avó do teatro estoniano".

## Vida

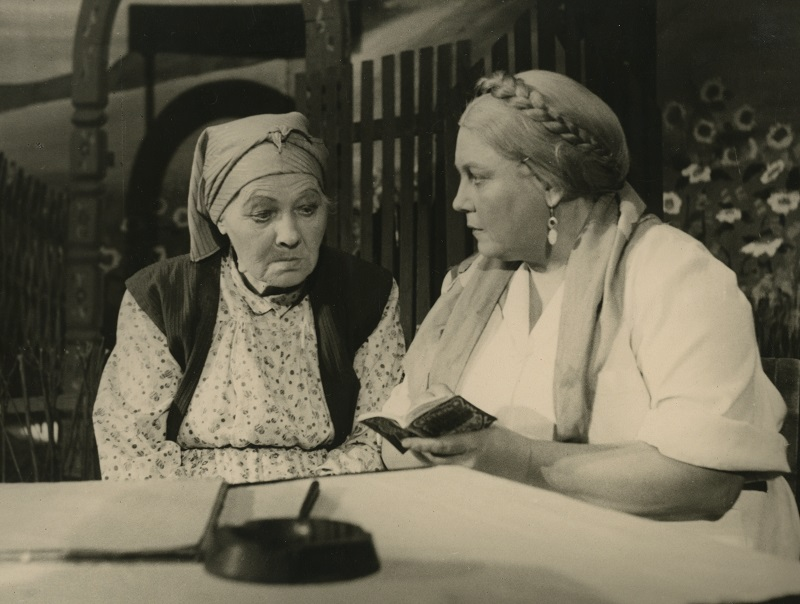
Amalie Konsa e Alli Tammemets atuando em 1948

Amalie-Luise Konts nasceu na Paróquia de Raadi (agora, Paróquia de Tartu) em 1873. Ela veio de uma família numerosa e estudou somente até o ensino fundamental, na Igreja de St. John, em Tartu.
Ela começou a atuar em 1886 no grupo cultural estoniano do Coro de Vanemuine. Ela foi selecionada por August Wiera para se juntar à sua trupe e depois trabalhou intermitentemente entre 1906 e 1949 com o grupo. Em uma entrevista realizada aos 70 anos de idade, ela disse que atuar foi a "maior alegria de sua vida". Ela foi a única atriz empregada pelo diretor de teatro August Wiera que foi então chamada para se juntar à trupe que Karl Menning viria a criar. Ela era conhecida como a "avó do teatro estoniano" e trabalhou no palco por mais de 50 anos, enquanto quase sempre residindo em Tartu.
Em 1927, ela interpretou a mãe de um dos protagonistas do filme estoniano Noored kotkad. O filme teve como pano de fundo o momento em que os bolcheviques interferiram na Guerra de Independência da Estônia. O filme foi restaurado digitalmente em 2008.
Konsa morreu em um acidente de ônibus em Tartu, em 1949. Ela tem uma placa em sua memória na casa onde morava. A escultura incorporada é de Elmar Rebane.
O Museu de Música e Teatro da Estônia tem uma coleção de suas fotos.

## Prêmios e honras
- Atriz honorária (1936);
- Medalha de ouro de mérito da Associação de Atores da Estônia (1936);
- Artista meritória da RSS da Estônia (1948).[1]